# Georg Braun (football)
Pour les articles homonymes, voir Braun et Georg Braun.
Georg Braun, né le 22 février 1907 à Vienne en Autriche et mort le 22 septembre 1963 à Linz, était un joueur et entraîneur autrichien de football.

## Sources
- Claude Loire, Le Stade rennais, fleuron du football breton, Rennes, Apogée, 1994